# Rhinella macrorhina
Rhinella macrorhina es una especie de anfibio anuro de la familia Bufonidae. Es endémica de los departamentos de Antioquia y Caldas en Colombia. Habita en bosques primarios y en bosques secundarios maduros en zonas montanas de la vertiente oriental de cordillera Central de los Andes colombianos, entre los 1450 y los 2450 metros de altitud. Es una especie terrestre y vive en la hojarasca del bosque. Está amenazada de extinción debido a la fragmentación y pérdida de su hábitat en su reducida área de distribución.